# ピサ祭壇画

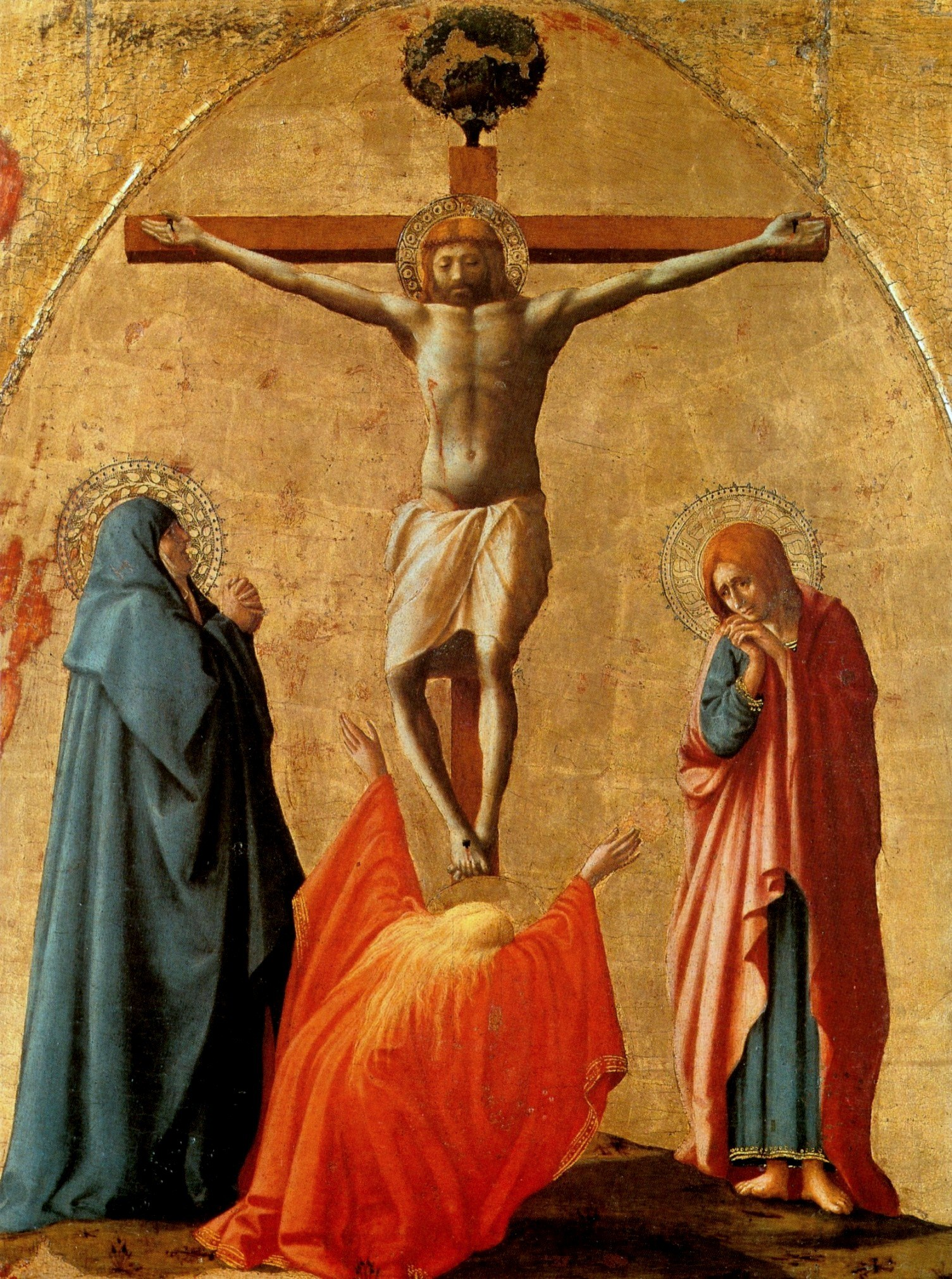
『ピサ祭壇画』の『磔刑』、1426年、カポディモンテ美術館、ナポリ、 83 × 300 cm

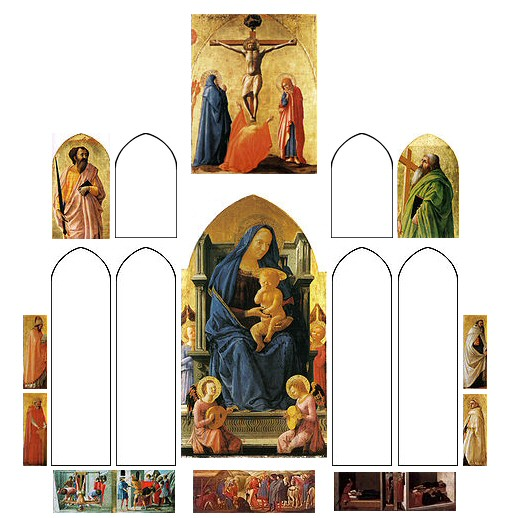
現存している板絵の推測上の配置

『ピサ祭壇画』（ピサさいだんが、伊:Polittico di Pisa）は、ピサのサンタ・マリア・デル・カルミネ教会のサン・ジュリアーノ（聖ユリアヌス）礼拝堂のために、イタリアのルネサンス期の巨匠、マサッチオによって制作された大きな多翼祭壇画である。礼拝堂は公証人のジュリアーノ・ディ・コリーノが所有していて、コリーノは1426年2月19日に合計80フローリンで作品を依頼した。支払いは同年の12月26日に記録された。祭壇画は18世紀に解体され、さまざまなコレクションや美術館に分散したが、1568年にジョルジョ・ヴァザーリが祭壇画について詳述しているため再構築の試みが可能となった。
祭壇画は板上に金地が施され、テンペラで描かれた絵画であった。もともとは、2段に編成された少なくとも5つの区分に10の主要な板絵があり、そのうち4点だけが現存していることがわかっている。さらに4点の側面の板絵と3点の裾絵 (プレデッラ) であった板絵（うち2点には2つの場面が描かれている）が現在、ベルリンの絵画館にある。祭壇画中央の板絵は、マサッチオの兄弟ジョヴァンニと、アンドレア・ディ・ジュストと共同で制作され、現在、ロンドンのナショナル・ギャラリーに所蔵されている。
2010年の時点で、11点の板絵が知られているが、その11点だけで確実に全体の祭壇画を再構築するのは不十分である。とりわけ、中央の板絵の側面にあった4人の聖人像が失われてしまっている。ヴァザーリは、これらの聖人たちは裾絵の物語の場面に表されていると述べている。聖ペテロ、洗礼者聖ヨハネ、聖ユリアヌス、聖ニコラウスである。とりわけ、C. ガルドナー・フォン・トイフェルや他の研究者が提唱しているように、これらの大きな聖人像が伝統的な個別の枠のある区分を占めていたのか、それともジョン・シアマンが提唱するように中央の聖母子像とともに統一された空間 (本作以降の数十年間に一般的な様式となる) に描かれていたのか、はっきりとしていない。

## 現存している板絵
祭壇画は記録されているマサッチオの唯一の作品であるが、そのうちの１1点の板絵が現存しており、様々な美術館に所蔵されている。研究者たちは、ヴァザーリによる非常に詳しい描写に基づき、祭壇画の再構成の仮説を提出している。
- 上段：『磔刑』（カポディモンテ美術館、ナポリ）、『聖パウロ』 (サン・マッテオ国立美術館、ピサ)、『聖アンデレ』 (J・ポール・ゲティ美術館、マリブ)
- 下段：『聖母子』（ロンドン・ナショナル・ギャラリー）、『聖アウグスティヌス』、『聖ヒエロニムス』、『髭のあるカルメル会の聖人』、『カルメル会の聖人』（すべてベルリン絵画館）
- 裾絵 (プレデッラ)『東方三博士の礼拝』、『聖ペテロの磔刑と洗礼者聖ヨハネの殉教の2つの場面』、『聖ユリアヌスと聖ニコラウスの伝説の2つの場面』（すべてベルリン絵画館）

### 上段
『磔刑』は、祭壇画の中央パネルの上に配置され、中央パネルの犠牲的な（聖体）性質を強調している。板絵は金地（神聖な場面を表現するための中世の公式の表現）を背景に物語を不自然に表現しているが、マサッチオは祭壇の前に立っている鑑賞者が実際に見ているように、磔刑の出来事を下から描写することによって現実的な効果を生み出している。このようにして鑑賞者を場面に結び付け、一般のキリスト教徒が神聖なものに触れられるようにしようとしている。

#### 聖人
現在、タルサスの『聖パウロ』は『ピサ祭壇画』の板絵中、ピサのサン・マッテオ国立美術館に残っている唯一のものである。板絵は通常、『磔刑』の左側にある2点の側面板絵のうちの1点として再構築されている。『聖アンデレ』は、『磔刑』の右側にある2つの側面板絵のうちの1点であり、現在は、ロサンゼルス近郊のにあるマリブのJ・ポール・ゲティ美術館に所蔵されている。

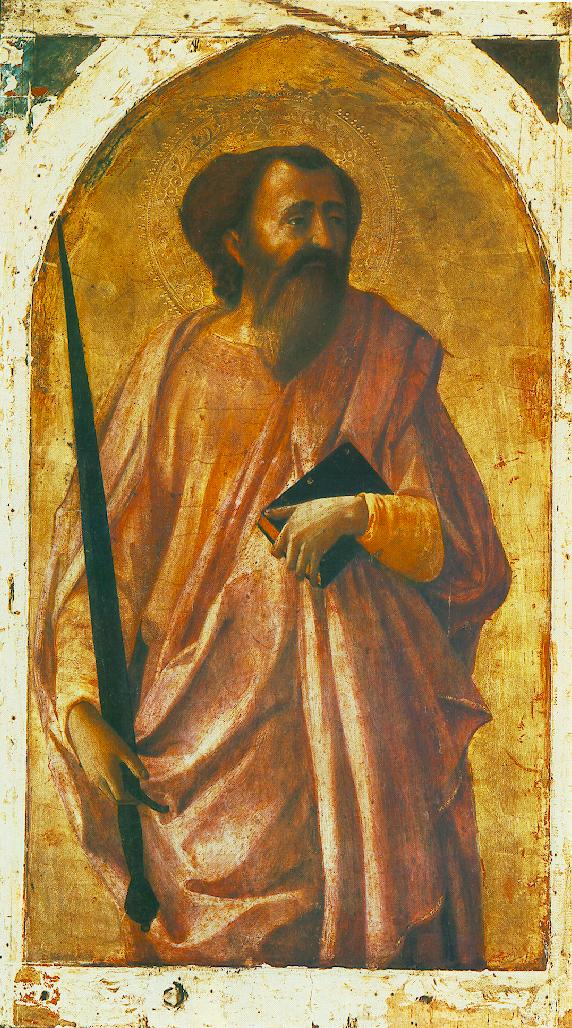
『聖パウロ』、サン・マッテオ国立美術館 (ピサ)
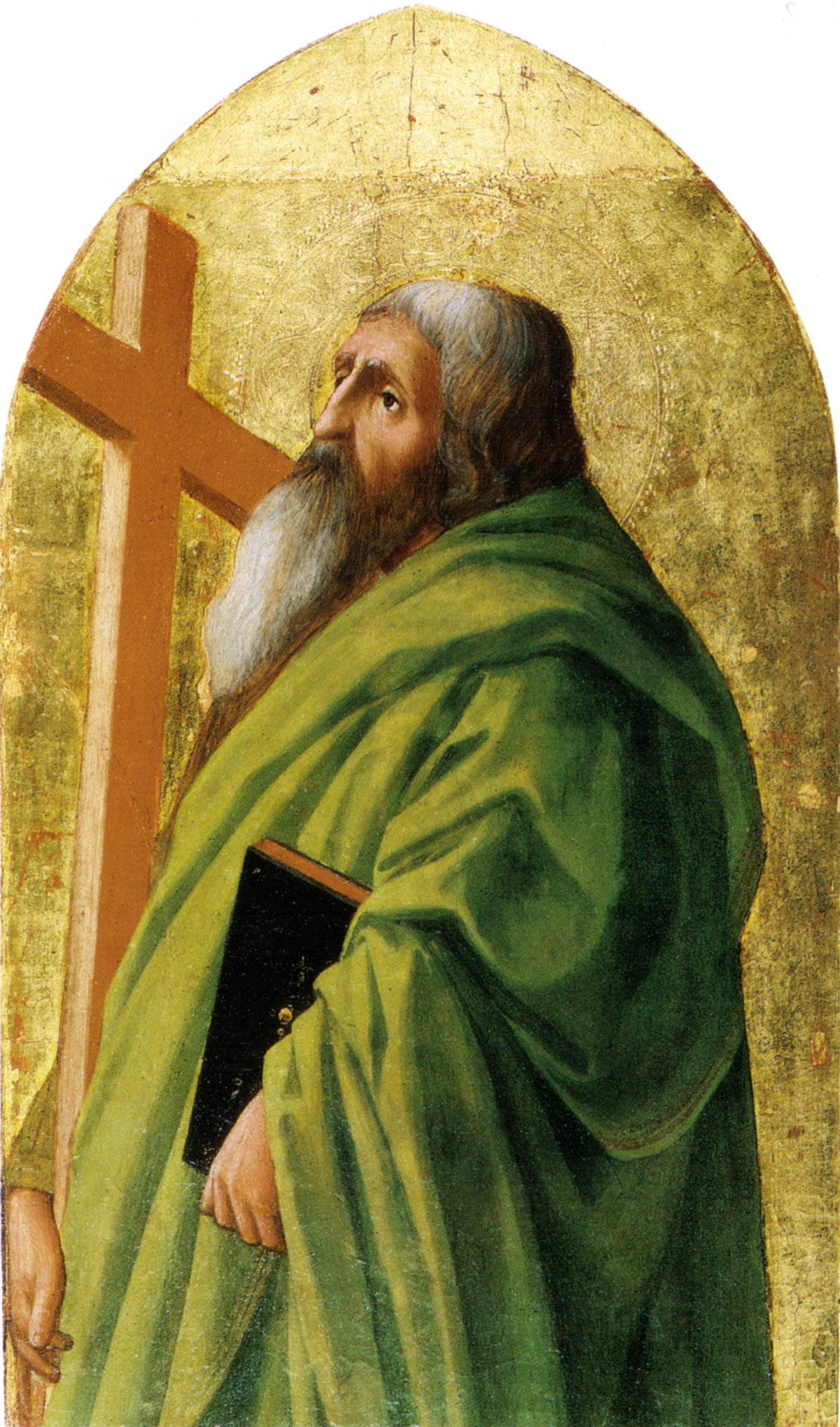
『聖アンデレ』、J・ポール・ゲティ美術館 (マリブ)、 52.4x32.1cm

### 下段

#### 聖母子

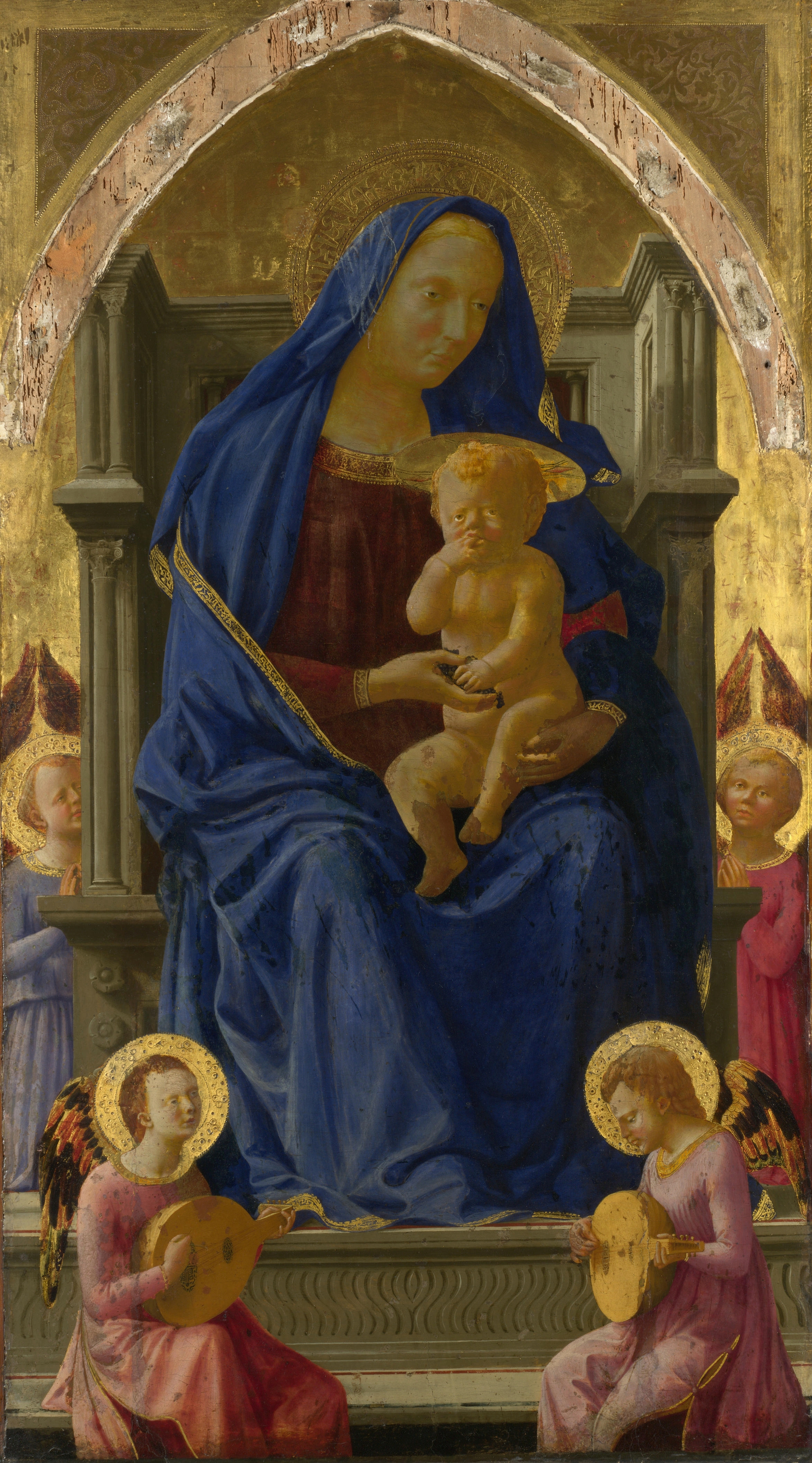
『聖母子』、135.5x75cm、ナショナル・ギャラリー (ロンドン)

祭壇画中央の板絵は、マサッチオの弟ジョヴァンニと、アンドレア・ディ・ジュストとの共同で制作された『聖母子』であり、1426年に描かれた。板絵は非常に損傷した状態にあり、元のサイズよりも小さくなっている。おそらく両側がそれぞれ8cmずつ、そして下部は2-2.5cm小さくなっている。
絵画には、聖母子と4人の天使の6人の人物が含まれている。聖母マリアは中心人物であり、その重要性を示すために他のどの人物よりも大きくなっている。幼子イエス・キリストはひざまずいて、聖母から与えられたブドウを食べている。ブドウは最後の晩餐で飲まれたワインを表しており、キリストの血を象徴している。幼子イエスは非常に赤子らしい幼子であるが (ロレンツォ・モナコやジェンティーレ・ダ・ファブリアーノのようなマサッチオの先人たちの赤子と比較して）、ブドウはイエスの血の象徴 (聖体拝領の赤ワインのように) であり、その最終的な死の認識が示されている。聖母は自身の運命に気づき、悲しそうにイエスを見つめている。
多くの点で、絵画の様式は伝統的なものである。高価な金色の背景と聖母マリアのウルトラマリンの布地、聖母の拡大された縮尺、および聖母の階層的な表現（儀式的に即位している）はすべて、栄光の中に聖母とイエスを表現するための中世後期の公式的表現に適合している。しかし、他の点でマサッチオが主題に対してより現実的なアプローチを取ったという意味で、本作は国際ゴシックから一歩距離を置いたものとなっている。
- 顔はより現実的で理想化されていない。
- 赤ん坊のイエスは小さな男性として描かれておらず、子供として描かれている。
- マサッチオが背景に2人の天使を配置し、玉座に線遠近法を使用することで、奥行きを生み出す試みがなされた。
- 光源が絵画の左側から来ているので、人物造形がはっきりと見える。
- 聖母は、古典的なモデルから派生した重量感のある人物であり、衣服の布地には身体を形作る、より大きく、より自然な襞がある。

マサッチオは線形遠近法を使用して絵画空間を作成した。それは聖母マリアの玉座のコーニスの直交線上に見ることができる。消失点はイエスの足元にある。『聖母子』が元々、『東方三博士の礼拝』の上にあり、東方の三博士の1人がイエスの足に接吻しているからである。
『聖母子』と『東方三博士の礼拝』は著しく異なっているが (聖母は異なる服装で、異なる玉座に座っている)、聖母は両方の作品で多かれ少なかれ同じ位置にある。この並列処理は、聖母子を見るときに鑑賞者が東方の三博士と同じ態勢をとるように考案されている。三博士は聖母の前でひざまずいていると想像され、イエスの足にたやすく接吻できるように前かがみになっているのであろう。
マサッチオはまた、前景の2人の天使が玉座に重なり、玉座が背景の2人の天使に重なるように図像と事物の重なりを使用して絵画空間を作成した。
これらはすべて現在ベルリンの絵画館にある4点の板絵で、すべて38x12cmの大きさである。聖人たちは聖アウグスティヌス、聖ヒエロニムスと2人の特定されていないカルメル会修道士であり、1人は髭を生やしており、もう1人は坊主である。

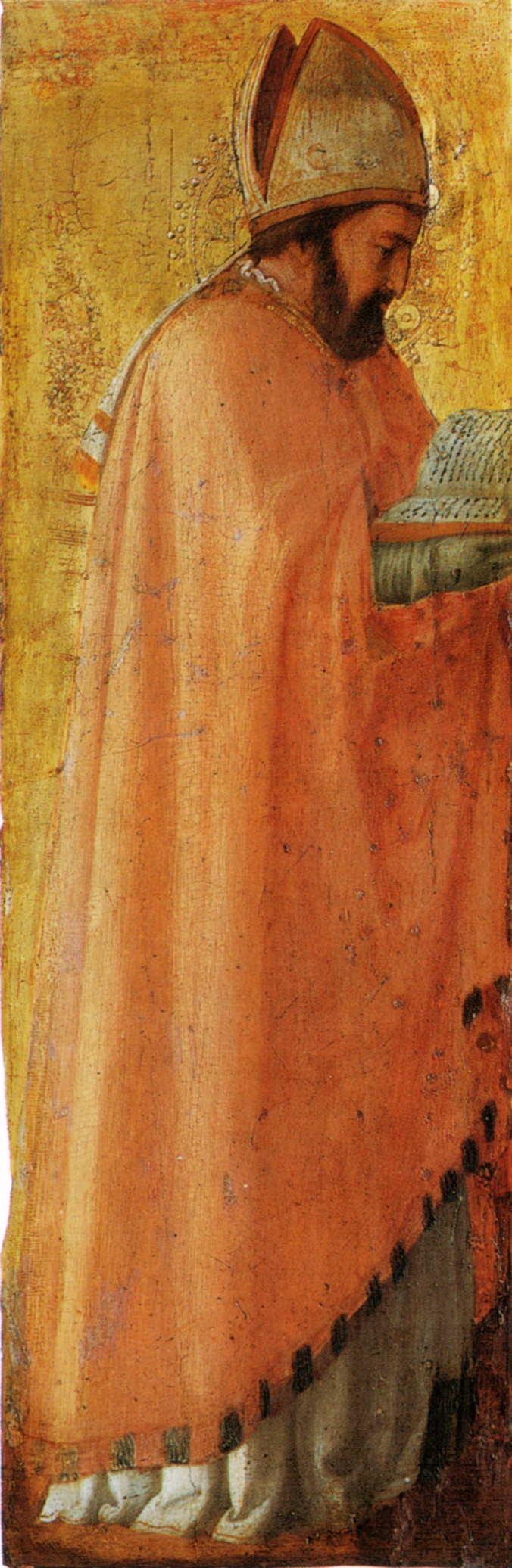
『聖アウグスティヌス』、絵画館 (ベルリン)
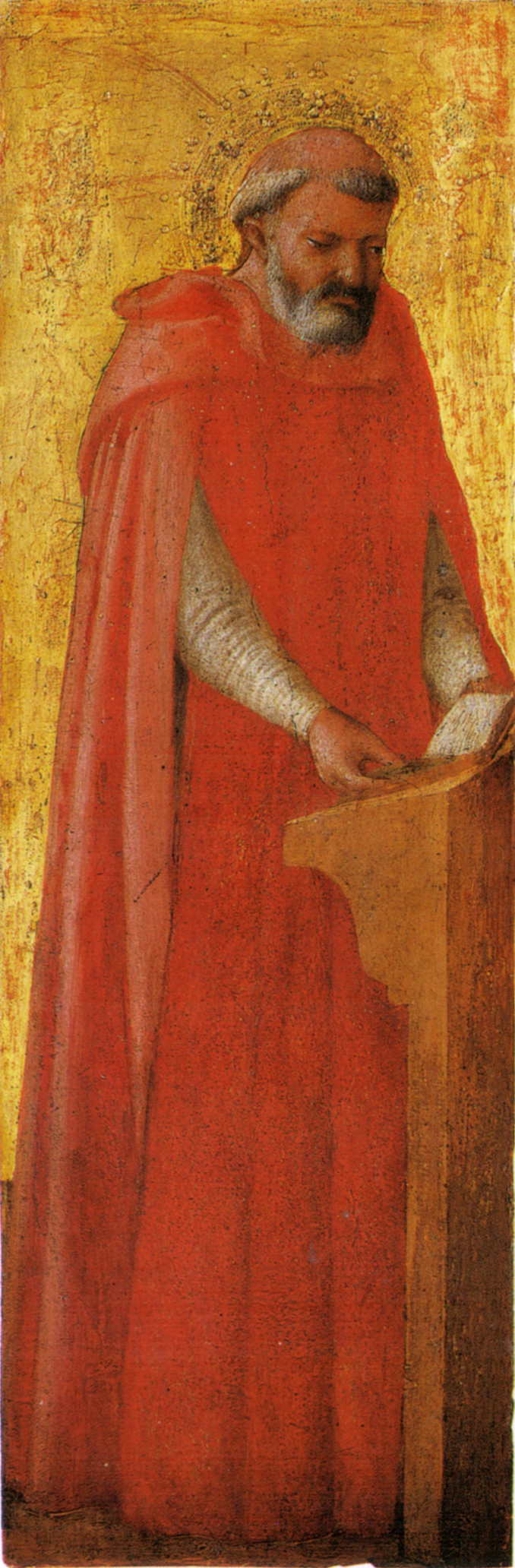
『聖ヒエロニムス』、絵画館 (ベルリン)
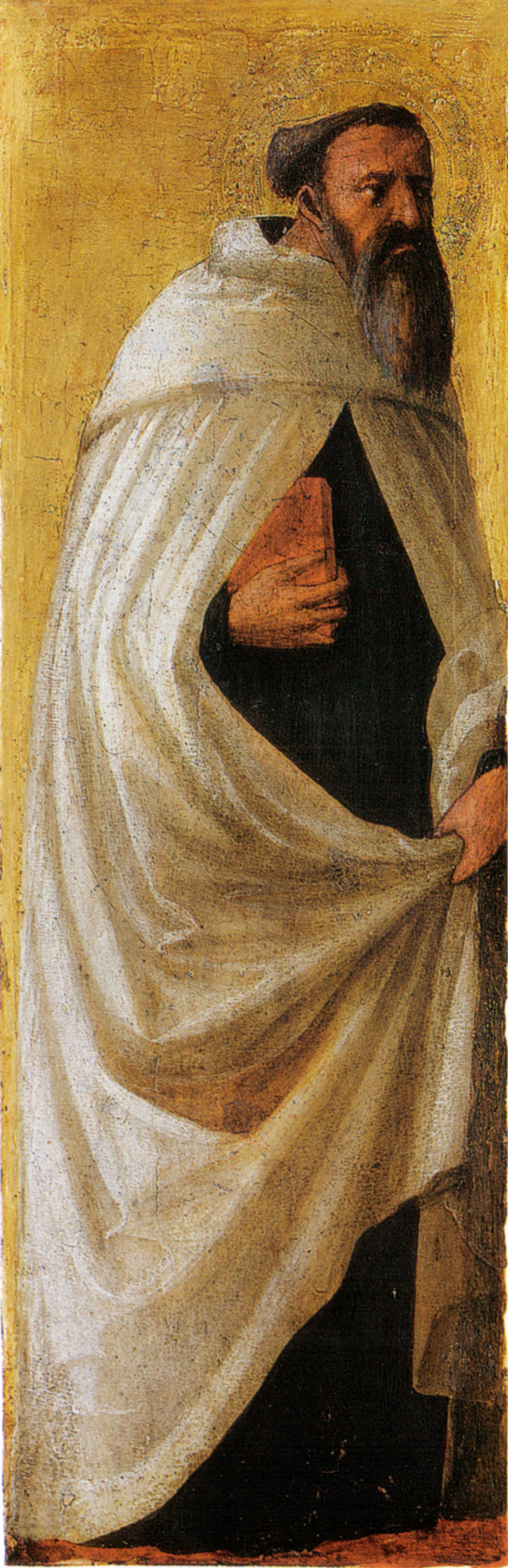
『髭のあるカルメル会の聖人』、絵画館 (ベルリン)
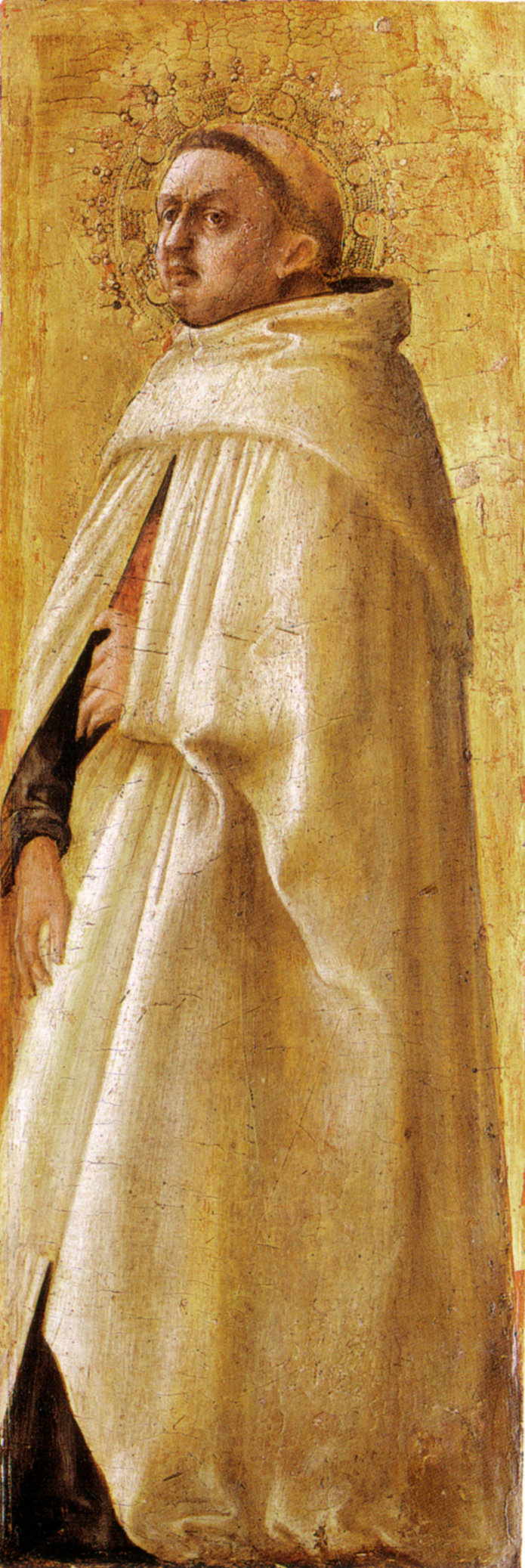
『カルメル会の聖人』、絵画館 (ベルリン)

### 裾絵 (プレデッラ)
裾絵は中央の1つまたは複数の板絵の下に配置されていた。ほとんどの再構築によると、もともと、おそらく3点の現存している板絵しかなかった。それぞれ約21x61cmの大きさで、現在、ベルリンの絵画館に所蔵されている。特にヴァザーリによって賞賛されたもので、中央の板絵であると推定される『東方三博士の礼拝』、『聖ペテロの磔刑と洗礼者ヨハネの殉教の2つの場面』、そして3点目の『聖ユリアヌスと聖ニコラウスの伝説の2つの場面』を示している板絵がある。これらの物語は黄金伝説 (聖人伝)などに触発されている。最後に、左の聖ユリアヌスは中央に示されているように、悪魔から誤った情報を与えられた後、両親を殺してしまった。右側の聖ニコラウスは、2人の貧しい少女の寝室の窓からこっそりと金を押し出し、少女たちに持参金を提供している。

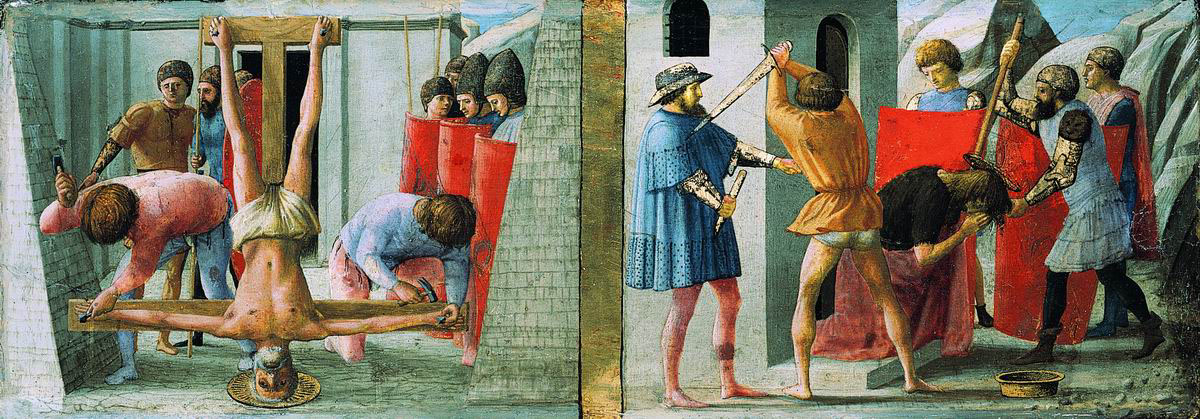
『聖ペテロの磔刑と洗礼者ヨハネの殉教の2つの場面』、絵画館 (ベルリン)
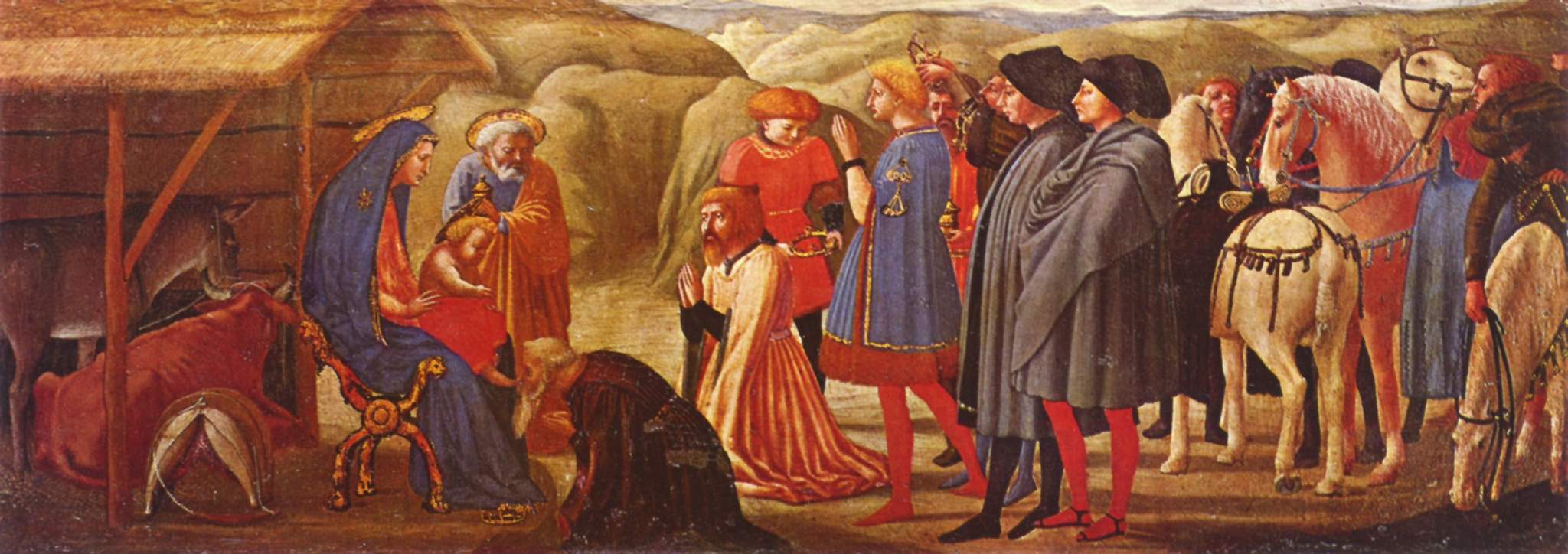
『東方の三博士の礼拝』、絵画館 (ベルリン)
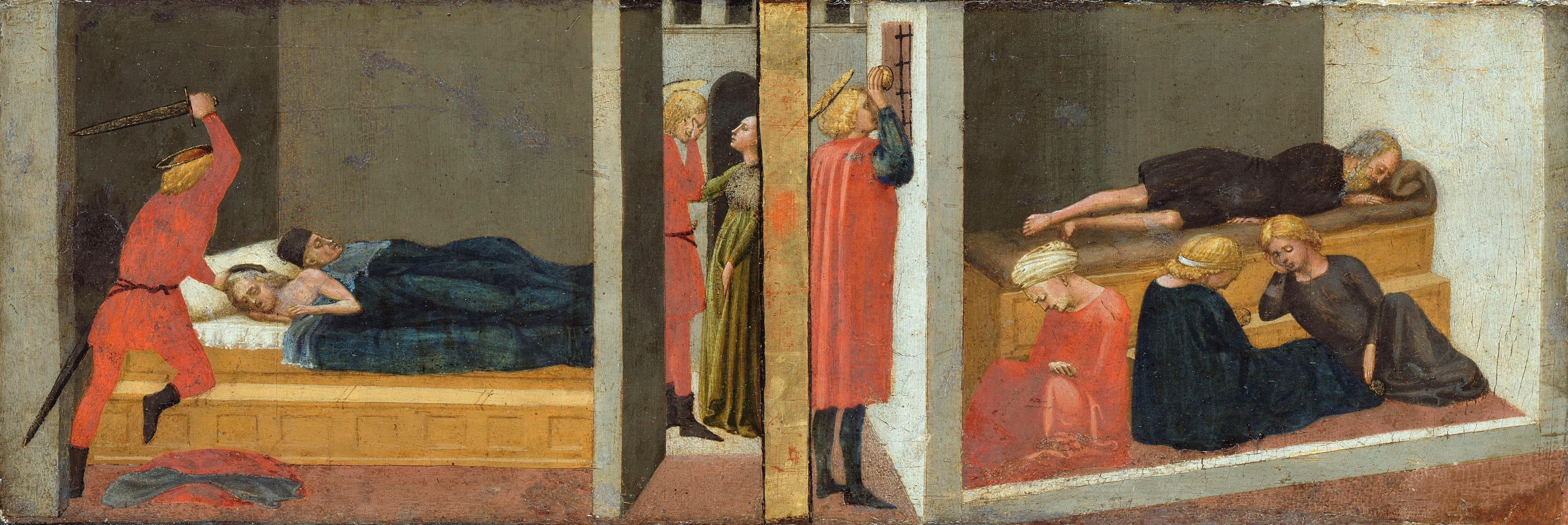
『聖ユリアヌスと聖ニコラウスの伝説の2つの場面』、絵画館 (ベルリン)